# Nobuo Matsunaga
Nobuo Matsunaga (6. december 1921 - 25. september 2007) var en japansk fodboldspiller.

## Japans fodboldlandshold
| Japans landshold | Japans landshold | Japans landshold |
| År               | Kmp              | Mål              |
| ---------------- | ---------------- | ---------------- |
| 1954             | 3                | 0                |
| 1955             | 1                | 0                |
| Total            | 4                | 0                |